# Клонроч
Клонроч (англ. Clonroche; ирл. Cluain an Róistigh, «пастбище Роча») — деревня в Ирландии, находится в графстве Уэксфорд (провинция Ленстер) у трассы N30.

## Демография
Население — 356 человек (по переписи 2006 года). В 2002 году население составляло 339 человек.
Данные переписи 2006 года:
| Общие демографические показатели |               |                               |                               |      |      |
| Всё население                    | Всё население | Изменения населения 2002—2006 | Изменения населения 2002—2006 | 2006 | 2006 |
| 2002                             | 2006          | чел.                          | %                             | муж. | жен. |
| 339                              | 356           | 17                            | 5                             | 187  | 169  |